# Heteromesus dentatus
Heteromesus dentatus är en kräftdjursart som beskrevs av Hansen 1916. Heteromesus dentatus ingår i släktet Heteromesus och familjen Ischnomesidae. Inga underarter finns listade i Catalogue of Life.